# Награды Республики Сербской
Награды Республики Сербской были учреждены в 1993 году и прописаны в Конституции Республики Сербской. Награды — ордена и медали — согласно Конституции, вручаются гражданам или организациям за заслуги перед Республикой Сербской.

## Награды по степени важности

### Ордена
1. Орден Республики Сербской (на ленте и на цепи)
2. Орден Неманича[серб.]
3. Орден Звезды Карагеоргия (I, II, III степеней)
4. Орден Милоша Обилича
5. Орден Негоша (I, II, III степеней)
6. Крест Милосердия (Орден Креста милосердия)

Прочие ордена:
1. Орден Флага Республики Сербской (I, II степеней)
2. Орден Чести (с золотыми и серебряными лучами)
3. Орден Святого Петра Зимонича (I и II степеней; награда Дабро-Боснийской митрополии Сербской православной церкви)

### Медали
1. Медаль Петра Мрконича
2. Медаль Майора Милана Тепича
3. Медаль Заслуг перед народом
4. Медаль «За храбрость» (Медаль Гаврилы Принципа, золотая и серебряная)
5. Медаль Воинских заслуг
6. Медаль Воинских достоинств